# 沉默的羔羊 (小說)
《沉默的羔羊》（英語：The Silence of the Lambs）是美國犯罪小說作家湯瑪斯·哈里斯的代表作之一，為漢尼拔·萊克特醫師登場的第二部作品。本作曾獲得布萊姆·斯托克獎。

## 故事簡介
敘述連環殺人犯漢尼拔·萊克特醫師在被捕後，某日突然宣稱自己知道一名正在不斷犯案的連環殺手「野牛比爾」的相關情報。野牛比爾是個喜歡綁架無辜女性，然後剝下她們皮膚的變態殺手，而最新失蹤的女性竟然是參議員的獨生女，負責追捕的FBI因此承受了極大的壓力。FBI實習女性探員克麗絲·史達琳在上司同意後，前往萊克特醫師所在的地牢向他請教野牛比爾的事。克萊絲必須要向萊克特醫師述說自己的過去，並透過萊克特醫師提供的情報，去捕捉身分神秘的野牛比爾。

## 文學意義
這部小說上市取得了巨大的成功，兒童文學作家羅爾德·達爾曾表示喜歡這部小說，稱其為「微妙、恐怖、精彩，是我長期以來讀過的最好的小說」。
著名美國作家大卫·福斯特·华莱士在波莫納學院任教期間曾這本書作為他課程的一部分，並將這本書和哈里斯另一部小說作品《紅色龍》列入他最喜歡的十部小說名單，偵探小說作家約翰·鄧寧談到《沉默的羔羊》時，曾稱它“簡直是我五年來讀過的最好的驚悚小說」。

## 電影改編
繼1986年《紅色龍》改編為電影《1987大懸案》之後，《沉默的羔羊》於1991年由強納森·德米改編電影，並獲得了巨大的成功，主要演員茱蒂·佛斯特及安東尼·霍普金斯兩人憑此片成為奧斯卡影后及影帝。電影另獲3項奧斯卡獎－最佳導演、最佳影片及最佳改編劇本，被認為是恐怖片的經典之一。

## 獎項
- 1988年布萊姆·斯托克獎（Bram Stoker Award）最佳小說獎[1]
- 1989年安東尼獎最佳小說獎[2]
- 1989年世界奇幻獎最佳小說獎（入圍）[3]

## 書目資料

### 中譯本
| 書名 | 出版社     | 出版日期                                    | 叢書         | ISBN               | 格式   | 頁數  | 來源  |
| ---- | ---------- | ------------------------------------------- | ------------ | ------------------ | ------ | ----- | ----- |
|      | 皇冠文化   | 1991年9月                                   | 熱門映象(11) | ISBN 957-33-0612-3 | 平裝書 |       |       |
|      | 皇冠文化   | 2001年2月17日（香港） 2001年2月23日（臺灣） | JOY(12)      | ISBN 957-33-0612-3 | 平裝書 |       |       |
|      | 譯林出版社 | 2013年                                      |              | ISBN 9787544733670 | 平裝書 | 369頁 | [ 4 ] |